# Lista de histórias de Don Rosa publicadas no Brasil
Esta é uma lista de histórias em quadrinhos Disney feitas por Don Rosa, em ordem cronológica. Até agora, são 86 histórias no total.

## Tabela
| #  | Data da 1ª publicação nos EUA | Título                                            | Herói/Universo   |
| -- | ----------------------------- | ------------------------------------------------- | ---------------- |
| 1  | 07/1987                       | O Filho do Sol                                    | Tio Patinhas     |
| 2  | 08/1987                       | Patos de Negócios                                 | Tio Patinhas     |
| 3  | 10/1987                       | Bicharada Mitológica                              | Pato Donald      |
| 4  | 12/1987                       | O Desmanche do Carango                            | Pato Donald      |
| 5  | 12/1987                       | Fortuna Deslizante                                | Tio Patinhas     |
| 6  | 02/1988                       | É só Abóbora                                      | Pato Donald      |
| 7  | 03/1988                       | Um Natal Fatal                                    | Pato Donald      |
| 8  | 04/1988                       | Forçando a Sorte                                  | Pato Donald      |
| 9  | 05/1988                       | As Notícias Voam!                                 | Tio Patinhas     |
| 10 | 06/1988                       | O Último Trenó para Dawson                        | Tio Patinhas     |
| 11 | 07/1988                       | Sonho Espacial                                    | Pato Donald      |
| 12 | 07/1988                       | Ginástica Fiscal                                  | Tio Patinhas     |
| 13 | 08/1988                       | Surra Metafórica                                  | Pato Donald      |
| 14 | 10/1988                       | O Caçador de Crocodilos                           | Pato Donald      |
| 15 | 11/1988                       | Fortuna nas Rochas                                | Tio Patinhas     |
| 16 | 05/1989                       | Volta a Quadradópolis                             | Tio Patinhas     |
| 17 | 07/1989                       | A Maldição de Nostradamus                         | Tio Patinhas     |
| 18 | 08/1989                       | Sua Majestade Patinhas                            | Tio Patinhas     |
| 19 | 03/1990                       | Encontros                                         | Margarida        |
| 20 | 03/1990                       | Pescando Um Presente                              | Pato Donald      |
| 21 | 03/1990                       | A Bandeja de Prata                                | Tio Patinhas     |
| 22 | 04/1990                       | Pato Bem-Educado                                  | Pato Donald      |
| 23 | 04/1990                       | Straatschuimers                                   | Tio Patinhas     |
| 24 | 05/1990                       | Ratos, Sigam-me!                                  | Professor Pardal |
| 25 | 1990                          | Viagem no Tempo                                   | DuckTales        |
| 26 | 06/1990                       | Um Vencedor sem Moedas                            | Pato Donald      |
| 27 | 11/1990                       | Mestre Paisagista                                 | Pato Donald      |
| 28 | 01/1991                       | Tempo Parado Também é Dinheiro                    | Pato Donald      |
| 29 | 01/1991                       | O Tesouro na Bolha de Vidro                       | Tio Patinhas     |
| 30 | 03/1991                       | De Volta a Trá-Lá-Lá                              | Tio Patinhas     |
| 31 | 05/1991                       | O Pato que Caiu na Terra                          | Pato Donald      |
| 32 | 08/1991                       | Tudo o que Sobe... Desce!                         | Pato Donald      |
| 33 | 10/1991                       | Sempre É Tempo...                                 | Tio Patinhas     |
| 34 | 10/1991                       | A Guerra de Wendigo                               | Tio Patinhas     |
| 35 | 01/1992                       | O Verdadeiro Super-Herói                          | Pato Donald      |
| 36 | 08/1992                       | O Último Membro do Clã Mac Patinhas               | Tio Patinhas     |
| 37 | 08/1992                       | O Senhor do Mississipi                            | Tio Patinhas     |
| 38 | 11/1992                       | O Caubói das Terras Malditas                      | Tio Patinhas     |
| 39 | 01/1993                       | O Rei da Colina de Cobre                          | Tio Patinhas     |
| 40 | 03/1993                       | O Novo Dono do Castelo Mac Patinhas               | Tio Patinhas     |
| 41 | 05/1993                       | O Terror do Transvaal                             | Tio Patinhas     |
| 42 | 06/1993                       | O Lendário Pato do Deserto Australiano            | Tio Patinhas     |
| 43 | 07/1993                       | O Rei do Klondike                                 | Tio Patinhas     |
| 44 | 09/1993                       | Os Guardiões da Biblioteca Perdida                | Tio Patinhas     |
| 45 | 11/1993                       | O Bilionário da Colina Sinistra                   | Tio Patinhas     |
| 46 | 02/1994                       | O Atleta que Entrou numa Fria                     | Pato Donald      |
| 47 | 03/1994                       | O Invasor do Forte Patópolis                      | Tio Patinhas     |
| 48 | 04/1994                       | A Construção do Império em Calisota               | Tio Patinhas     |
| 49 | 05/1994                       | O Pato mais Rico do Mundo                         | Tio Patinhas     |
| 50 | 05/1994                       | O Pato Que Nunca Existiu                          | Pato Donald      |
| 51 | 01/1995                       | O Tesouro de Creso                                | Tio Patinhas     |
| 52 | 03/1995                       | O Solvente Universal                              | Tio Patinhas     |
| 53 | 06/1995                       | Dinheiro e Destino                                | Tio Patinhas     |
| 54 | 09/1995                       | No Coração do Yukon                               | Tio Patinhas     |
| 55 | 09/1995                       | O Incrível Sovina que Encolheu                    | Tio Patinhas     |
| 56 | 10/1995                       | A Arapuca Pega-Metralha                           | Tio Patinhas     |
| 57 | 10/1995                       | Os Mapas Perdidos de Colombo!                     | Pato Donald      |
| 58 | 05/1996                       | O Pato do Passado e do Futuro                     | Pato Donald      |
| 59 | 06/1996                       | O Tesouro dos Dez Avatares                        | Tio Patinhas     |
| 60 | 08/1996                       | Uma Questão de Certa Gravidade                    | Tio Patinhas     |
| 61 | 12/1996                       | O Vigilante de Pizen Bluff                        | Tio Patinhas     |
| 62 | 05/1997                       | De Olho nos Detalhes                              | Tio Patinhas     |
| 63 | 06/1997                       | Uma Coisinha Especial                             | Tio Patinhas     |
| 64 | 07/1997                       | O Ataque dos Terríveis Monstros Espaciais         | Tio Patinhas     |
| 65 | 10/1997                       | Q.U.A.N.T.A.S.I.G.L.A.                            | Pato Donald      |
| 66 | 01/1998                       | O Sinal Do Triplo Saiuruca!                       | Pato Donald      |
| 67 | 01/1998                       | O Último Senhor de Eldorado                       | Tio Patinhas     |
| 68 | 05/1998                       | O Cavaleiro Negro                                 | Tio Patinhas     |
| 69 | 12/1998                       | O Capitão Caubói do Cutty Sark                    | Tio Patinhas     |
| 70 | 03/1999                       | O Segredo do Holandês                             | Tio Patinhas     |
| 71 | 07/1999                       | Fugindo do Vale Perdido                           | Tio Patinhas     |
| 72 | 10/1999                       | A Moeda                                           | Tio Patinhas     |
| 73 | 11/1999                       | Em Busca de Kalevala                              | Tio Patinhas     |
| 74 | 05/2000                       | Atacaaaar!                                        | Tio Patinhas     |
| 75 | 09/2000                       | O Retorno dos Três Cavaleiros                     | Pato Donald      |
| 76 | 02/2001                       | A Escavação do Canal Culebra                      | Tio Patinhas     |
| 77 | 05/2001                       | Os Metralhas contra a Caixa-Forte                 | Tio Patinhas     |
| 78 | 10/2001                       | A Coroa dos Reis Cruzados                         | Tio Patinhas     |
| 79 | 03/2002                       | Esqueça!                                          | Tio Patinhas     |
| 80 | 05/2002                       | A Primeira Invenção do Pardal- Nasce o Lampadinha | Professor Pardal |
| 81 | 12/2002                       | Uma Vida de Sonho                                 | Tio Patinhas     |
| 82 | 10/2003                       | O Tesouro e o Lixo                                | Tio Patinhas     |
| 83 | 02/2004                       | Uma Carta de Casa                                 | Tio Patinhas     |
| 84 | 06/2004                       | O Cavaleiro Negro Ataca Outra Vez                 | Tio Patinhas     |
| 85 | 01/2005                       | Sete Cavaleiros (menos Quatro) e um Destino       | Pato Donald      |
| 86 | 05/2006                       | A Prisioneira do Vale da Agonia Branca            | Tio Patinhas     |

### A Saga do Tio Patinhas
- Capítulo Zero: Dinheiro e Destino
- Capítulo 1: O Último Membro do Clã Mac Patinhas
- Capítulo 2: O Senhor do Mississípi
- Capítulo 3: O Caubói das Terras Malditas
- Capítulo 3.5: O Capitão Caubói do Cutty Sark
- Capítulo 4: O Rei da Colina de Cobre
- Capítulo 5: O Novo Dono do Castelo Mac Patinhas
- Capítulo 6: O Terror do Transvaal
- Capítulo 6.5: O Vigilante de Pizen Bluff
- Capítulo 7: O Lendário Pato do Deserto Australiano
- Capítulo 8: O Rei do Klondike
- Capítulo 8.4: A Prisioneira do Vale da Agonia Branca
- Capítulo 8.5: No Coração do Yukon
- Capítulo 9: O Bilionário da Colina Sinistra
- Capítulo 10: O Invasor do Forte Patópolis
- Capítulo 10.5: A Escavação do Canal Culebra
- Capítulo 11: A Construção do Império em Calisota
- Capítulo 12: O Pato mais Rico do Mundo

## Biblioteca Don Rosa
Tio Patinhas e Pato Donald - Biblioteca Don Rosa (Uncle Scrooge and Donald Duck: The Don Rosa Library no original inglês) é uma série de livros publicados inicialmente pela Editora Abril, a partir de setembro de 2017, e depois pela Panini Brasil, a partir de novembro de 2019, reunindo todas as histórias de Tio Patinhas e Pato Donald escritas e desenhadas por Don Rosa, originalmente publicadas entre 1987 e 2006. Cada volume brasileiro correspondendo a um volume da coleção original norte-americana publicada pela Fantagraphics Books.
| Vol | Lançamento        | Título                              | Período   | Páginas | Editora                | ISBN                                  | Link Inducks |
| 1   | 2017-09 / 2021-02 | O Filho do Sol                      | 1987–1988 | 212     | Editora Abril / Panini | 978-85-5579-226-7 / 978-65-5512-862-8 | BDR 1        |
| 2   | 2017-10 / 2021-04 | Volta a Quadradópolis               | 1988–1990 | 212     | Editora Abril / Panini | 978-85-5579-233-5 / 978-65-5512-958-8 | BDR 2        |
| 3   | 2017-11 / 2021-06 | O Tesouro na Bolha de Vidro         | 1990–1992 | 196     | Editora Abril / Panini | 978-85-5579-242-7 / 978-65-5982-234-8 | BDR 3        |
| 4   | 2017-12           | O Último Membro do Clã Mac Patinhas | 1992–1995 | 196     | Editora Abril          | 978-85-5579-244-1                     | BDR 4        |
| 5   | 2018-02           | O Pato Mais Rico do Mundo           | 1993–1994 | 204     | Editora Abril          | 978-85-6952-245-4                     | BDR 5        |
| 6   | 2019-11           | O Solvente Universal                | 1994–1995 | 208     | Panini                 | 978-85-4261-695-8                     | BDR 6        |
| 7   | 2020-01           | O Tesouro dos Dez Avatares          | 1995–1996 | 224     | Panini                 | 978-85-4262-858-6                     | BDR 7        |
| 8   | 2020-04           | Fugindo do Vale Proibido            | 1997–1999 | 224     | Panini                 | 978-85-4263-060-2                     | BDR 8        |
| 9   | 2020-06           | O Retorno dos Três Cavaleiros       | 1999–2002 | 230     | Panini                 | 978-65-5512-086-8                     | BDR 9        |
| 10  | 2020-09           | Uma Carta de Casa                   | 2002–2006 | 232     | Panini                 | 978-65-5512-444-6                     | BDR 10       |